# Artas de Messàpia
Artas (en grec antic Ἄρτας, segons Tucídides o Ἄρτος, segons Suides) va ser un príncep dels messapis en temps de la Guerra del Peloponès.
Tucídides explica que el general Demòstenes quan va iniciar el setge de Siracusa l'any 413 aC, va aconseguir d'ell un cos de 150 homes armats amb javelines i va renovar una antiga aliança. Se sap que els messapis eren tradicionalment enemics de Tàrent, una colònia lacedemònia, i d'aquí l'amistat amb els grecs.